# Szuperracionalitás
A szuperracionalitás Douglas Hofstadter által kitalált fogalom, melyet a Metamagical Themas című cikksorozatában és könyvében használt. Nem zéró összegű játékokban alkalmazható. Egy olyan racionális döntéshozatal, amely különbözik a játékelméletbeli kanonikus racionalitástól. A fogolydilemma játékban például egy szuperracionális játékos egy szuperracionális ellenféllel játszva kooperálni fog, míg egy játékelméleti szempontból racionális játékos véteni fog. A szuperracionális attitűd hatékonysága az ellenfél attitűdjétől, az ellenfelek számától és a játékok számától függ. A szuperracionalitás fogalmát a főáramú játékelmélet nem használja.

## Fogolydilemma
A szuperracionalitás lényege, hogy két logikusan gondolkodó személy, ugyanazt a feladatot elemezve, ugyanarra a helyes megoldásra fog jutni. Ha például két személy jó matematikából, és mindketten ugyanazt a bonyolult műveletet kell elvégezzék, előre megjósolható, hogy a két megoldás azonos lesz, még mielőtt a művelet eredményét tudnánk. A matematikai művelet esetében az a tény, hogy a két válasz azonos lesz, még nem  változtatja meg a művelet eredményét, de a játékelméletben (az a tény, hogy a két válasz azonos lesz) megváltoztathatja magát a választ.
A fogolydilemma játék egyik variánsa: Két játékos játszik, és a válaszlehetőségeik az együttműködés (C) vagy a konfliktus (D). A játékosok úgy kell döntsenek, hogy közben nem tudják a másik válaszát. Ha mindketten kooperálnak, mindketten 100 pontot kapnak. Ha mindketten vétenek, mindketten 1 pontot kapnak. Ha az egyik kooperál, a másik pedig vét, akkor az, amelyik vétett 101 pontot fog kapni, a másik pedig 0 pontot.
A négy lehetséges eredmény:
CC- 100/100
CD- 0/101
DC- 101/0
DD- 1/1
A játékosok logikus esetben így fognak gondolkozni:
1. ha feltételezzük, hogy a másik vét, én 0 (kooperálás) vagy 1 (konfliktus) pontot kaphatok.
2. ha feltételezzük, hogy a másik együttműködik, én 100 (kooperálás) vagy 101 (konfliktus) pontot kaphatok.
3. tehát függetlenül a másik játékos válaszától, ha vétek nyerni fogok, hacsak egy pontot is, tehát a konfliktus domináns stratégia.

A racionális döntés tehát a konfliktus. Két racionális játékos véteni fog és egyenként 1 pontot kapnak.
A szuperracionális gondolkodás alternatíva erre a problémára: azt feltételezzük, hogy a két játékos ugyanarra a következtetésre fog jutni. Ezt a tényt figyelembe vesszük a döntéshozatal előtt. A stratégia lényege az egyes játékosok nyereségének maximalizálása, miközben feltételezzük, hogy ugyanazt a stratégiát alkalmazzák. Mivel a szuperracionális játékos tudja, hogy a másik szuperracionális játékos válasza ugyanaz lesz, mint az övé, bármi is legyen a válasz, két szuperracionális játékos esetében két végkifejlet lehetséges: mindketten kooperálnak, vagy mindketten vétenek, a szuperracionális válasz értékétől függően. Ebben az esetben mindkét szuperracionális játékos kooperálni fog, mert ez maximalizálja a nyereségüket, és egyenként 100 pontot fognak kapni.
Ha szuperracionális játékos racionális játékossal játszik, akkor véteni fog, mert a stratégiája feltételezi, hogy az ellenfele is szuperracionális, és ezt tudják egymásról. Egy ismeretlen attitűdű játékos ellen játszva egy szuperracionális játékos olykor véteni, olykor pedig kooperálni fog.
Általános esetben, ha a két játékos szuperracionális válaszainak valószínűsége p, és 1-p valószínűséggel játékelméletileg racionálisak, tehát véteni fognak, az eredmény a következő: feltételezve, hogy a szuperracionális stratégia a kooperáció, a várt eredmény valószínűsége 100p. Feltételezve, hogy a szuperracionális stratégia a konfliktus, a várt eredmény valószínűsége 1.
Tehát ameddig p>0,01, a szuperracionális stratégia az együttműködés.
Ez azt jelenti, hogy amikor a csábítás a konfliktusra elég kicsi, akkor a szuperracionális stratégia a kooperáció, még egy nagy arányú nem szuperracionális ellenfél esetén is.
A standard játékelmélet számol a szereplők racionális voltával (hogy az eredmény valószínűsíthető), de ezt másképpen teszi. Az eredmény úgy maximalizálódik, hogy a játékosok a többiektől függetlenül váltanak stratégiát, mégis a végére feltételezhető, hogy a válasz egy szimmetrikus játékban mindenkinél azonos lesz. Ez a nash-egyensúly esete, amely az egyensúlyi stratégiát úgy határozza meg, hogy egy játékos nem tudja az eredményét javítani azzal, hogy egyoldalúan megváltoztatja az attitűdjét. A szuperracionális egyensúly ezzel szemben úgy maximalizálja a kimeneteleket, hogy a játékosokat azonos stratégiára kényszeríti, a maximalizálási lépés előtt.
Néhányan azt fogalmazzák meg kritikaként, hogy a szuperracionalitás feltételezi azt, hogy a játékos döntése, hogy kooperál, eredményezi a másik fél kooperálását, annak ellenére, hogy nem tudnak egymással kommunikálni. Hofstadter kiemeli, hogy a választás fogalma  értelmét veszti, amikor a játékos célja, hogy valamit előre kiszámoljon, és, hogy nem a játékos döntése készteti a másik felet az együttműködésre, hanem ugyanaz a logikai folyamat ugyanarra az eredményre vezet a két játékos esetében.

### Valószínűségi stratégiák
A szuperracionális attitűd a vegyes stratégiákat általában figyelmen kívül hagyja. Ezek abban állnak, hogy különböző valószínűséggel használnak stratégiákat. A fogolydilemma játékban, akkor is szuperracionális 100% valószínűséggel együttműködni, ha vegyes stratégiák is használhatóak, mert az átlagos végkifejlet, amikor az egyik fél kooperál, a másik pedig vét, kevesebb, mint amikor mindketten kooperálnak. Extrém esetekben viszont a szuperracionális stratégia is lehet kevert.
Ha például a fogolydilemma játékban a lehetséges eredmények a következők:
CC - 100/100
CD - 0/1,000,000
DC - 1,000,000/0
DD - 0/0
Mivel a konfliktus hatalmas nyereséggel jár, a szuperracionális stratégia maximalizálja az eredményt, feltételezve, hogy a másik játékos ugyanazt teszi. Ebben az esetben a vétés választásának valószínűsége 1/2 lesz.

## Platónia dilemma
Hofstadter könyvének egyik példája a szuperracionalitás bemutatására. Egy milliárdos találomra kiválaszt 20 embert, és azt közli velük, hogy annak ad 1 milliárd dollárt, aki másnap délig egy táviratot küld neki. Ha 0 vagy több mint 1 levelet kap, akkor senkinek nem ad pénzt, és a játékosok nem kommunikálhatnak egymással. Ebben az esetben egy résztvevő akkor hoz játékelméletileg racionális döntést ha táviratot küld. Egy racionális játékos biztosan küldeni fog levelet, ugyanis ez a kizárólagos és elengedhetetlen feltétele annak, hogy nyerjen. Ha a 20 játékos közül 2 vagy több racionális, a pénz megnyerésének esélye 0.
A szuperracionális válasz ezzel szemben az, hogy egy játékos 1/20 valószínűséggel küld táviratot, minek következtében az egy távirat megérkezésének valószínűsége maximalizálódik.

## Fordítás
Ez a szócikk részben vagy egészben  a   Superrationality című angol Wikipédia-szócikk fordításán alapul.  Az eredeti cikk szerkesztőit annak laptörténete sorolja fel. Ez a jelzés csupán a megfogalmazás eredetét és a szerzői jogokat jelzi, nem szolgál a cikkben szereplő információk forrásmegjelöléseként.